# Acrocordiella
Acrocordiella är ett släkte av svampar. Enligt Catalogue of Life ingår Acrocordiella i familjen Requienellaceae, ordningen Pyrenulales, klassen Eurotiomycetes, divisionen sporsäcksvampar och riket svampar, men enligt Dyntaxa är tillhörigheten istället familjen Pyrenulaceae, ordningen Pyrenulales, klassen Eurotiomycetes, divisionen sporsäcksvampar och riket svampar.
|               | Mauritiana                              |
|               |                                         |
|               | Parapyrenis                             |
|               |                                         |
|               | Pyrenographa                            |
|               |                                         |
|               | Lacrymospora                            |
|               |                                         |
|               | Granulopyrenis                          |
|               |                                         |
| Acrocordiella | \| \| Acrocordiella occulta \| \| \| \| |
|               | \| \| Acrocordiella occulta \| \| \| \| |
|               | Polypyrenula                            |
|               |                                         |
|               | Requienella                             |
|               |                                         |
|               | Acrocordiella occulta                   |
|               |                                         |

|  | Acrocordiella occulta |
|  |                       |